# Афишная бумага
Афи́шная бума́га (англ. poster paper) — слабоклеенный среднезольный вид бумаги машинной или односторонней гладкости, предназначенный для печати афиш, постеров и прочих подобных рекламных изделий.
Афишная бумага из-за особенностей её использования (рабочей в изделиях из этого вида бумаги является одна сторона), выпускается односторонней мелованной бумагой и, обычно, имеет плотность от 100 до 150 грамм на квадратный метр. 
Как правило, бумага этого вида обладает высокой водостойкостью и влагопрочностью, непрозрачностью, высокими печатными характеристиками.